# Anja Rybiczka
Anja Rybiczka (* 8. Dezember 1968 in Berlin) ist eine deutsche Synchronsprecherin und Sängerin (Sopran).

## Karriere
Anja Rybiczka nahm Schauspielunterricht an der Berliner Schauspielschule Langhanke. Seit 1993 erhielt sie kleinere Theaterrollen und zeigte auf der Bühne auch Gesangskenntnisse.
Sie ist vor allem als Synchronsprecherin tätig, so sprach sie  in US-amerikanischen Serien die Rollen von Kinderdarstellern. Rybiczka übernimmt seit 2006 eine Rolle in den Verfilmungen der  Puppe Barbie. Sie war damit in sieben Filmen, die jährlich auf Super RTL ausgestrahlt werden, zu hören. 2011 synchronisierte sie die Hauptrolle Xiaoyu Ling in dem japanischen Martial-Arts-Film Tekken: Blood Vengeance.
Rybiczka ist seit 2004 regelmäßig in Anime-Serien hörbar. Zudem sprach sie Chizuru Naba in der Harem-Serie Magister Negi Magi, Chii in der von CLAMP geschaffenen Serie Tsubasa Chronicle und in dem Ecchi-Anime Sekirei Mitsuha. 2007 zeigte sie in der dramatischen Serie Die Ewigkeit, die du dir wünschst, dass sie eine vielseitige Stimme hat, und synchronisierte Mayu Tamano, eine im Café Sky-Temple tätige Kellnerin. Seit 2010 leiht sie der Dienerin Maylene in Black Butler ihre Stimme.
Darüber hinaus ist Rybiczka auch als Schauspielerin tätig. So war sie beispielsweise in den Jahren 1996/1997 in der Rolle der Lernschwester Biggi in der Fernsehserie OP ruft Dr. Bruckner zu sehen.

## Sprechrollen
Filme
- 1998: Verrückt nach Corey als blondes Mädchen (Marley Shelton)
- 2003: Ranma ½ - Big Trouble in Nekonron, China als Tsubasa Kurenai
- 2005: Couchgeflüster – Die erste therapeutische Liebeskomödie als Michelle (Aubrey Dollar)
- 2005: Human Trafficking – Menschenhandel als Ludmilla (Anna Hopkins)
- 2006: Barbie Fairytopia: Mermaidia als junge Meerjungfrau
- 2007: Barbie Fairytopia: Magie des Regenbogens als Lumina
- 2007: Barbie als Prinzessin der Tierinsel als Gina
- 2008: Barbie in Eine Weihnachtsgeschichte als Geist
- 2008: Barbie und das Diamant Schloss als Phedra
- 2008: Eine für 4 – Unterwegs in Sachen Liebe als Nasrins Tochter (Danae Savva)
- 2008: The Eye als Amanda (Amanda Shamis)
- 2008: Strictly Sexual – Endlich Sex als Donna (Amber Benson)
- 2009: Barbie präsentiert Elfinchen als Chrysella
- 2009: Fanboys als Amber (Jaime King)
- 2010: Robin Hood als Margret
- 2010: Barbie: Modezauber in Paris als Lulu
- 2010: Männertrip als Club Girl (Jessica Ellerby)
- 2010: Kick-Ass als Junkie (Katrena Rochell)
- 2010: Detektiv Conan – Das verlorene Schiff im Himmel als Satoshi Kawaguchi
- 2011: Beverly Hills Chihuahua 2 als Rosa (Chantilly Spalan)
- 2011: Tekken: Blood Vengeance als Xiaoyu Ling (Maaya Sakamoto)
- 2012: Die Frau in Schwarz als Nanny (Jessica Raine)
- 2015: Fast & Furious 7 als Rennenstarterin (Levy Tran)
- 2010: Robin Hood als Dienstmädchen (Ruby Bental)
- 2013: Powder Room als Sam (Sheridan Smith)
- 2013: Monster High – 13 Wünsche als Howleen (America Young)
- 2016: Die glorreichen Sieben als Leni Frankel (Carrie Lazar)
- 2022: Who Invited Them – Lass sie nicht rein als Teeny (Tipper Newton)

Anime
- 2004: Kare Kano als Kano Miyazawa
- 2005: Oh! My Goddess als Sora Hasegawa
- 2005: Planetes als Citta Sullivan
- 2005: Mobile Suit Gundam SEED als Asagi Caldwell
- 2005: Pretty Cure als Chiaki Yabe
- 2006: Super Kickers 2006 – Captain Tsubasa als Okawa Manabu
- 2006: Grenadier als Kasumi
- 2006: Magister Negi Magi als Chizuru Naba
- 2007: Magister Negi Magi Negima!? als Chizuru Naba
- 2007: Coyote Ragtime Show als Nove und February
- 2007: Black Jack als Michelle Rochasse
- 2007: Air Gear als Rika Noyamano
- 2007: Digimon Data Squad als Biyomon
- 2007: Origin - Spirits of the Past als Zerui
- 2007: Ikki Tousen – Dragon Destiny als Kanu Unchou
- 2007: Die Ewigkeit, die du dir wünschst als Mayu Tamano
- 2007: Utena als F-Ko
- 2007–2008: Tsubasa Chronicle als Chii
- 2007–2008: Tsubasa Chronicle als Sumomo
- 2008: Die Melancholie der Haruhi Suzumiya als Kyons Schwester
- 2010: Sekirei als Mitsuha
- 2010–2011: Black Butler als Maylene
- 2015: High School D×D BorN als Rossweisse
- 2014–2018: Yu-Gi-Oh! ARC-V als Sora (MieSonazaki)
- 2015: Kantai Collection als Yuudachi (Yumi Tanibe)

Serien
- 1986–1989: Miami Vice als Dr. Theresa Lyons (Helena Bonham Carter)
- 1998–2004: Sex and the City als Vivian (Vivian Bang)
- 1998–2005: Powerpuff Girls als Prinzessin Morbucks (Jennifer Hale)
- 2003: Two and a Half Men als Crystal (Alana de la Garza)
- 2004: Entourage als Scarlett Johansson (Scarlett Johansson)
- 2004: Two and a half Men als Eva (Carly Thomas)
- 2004–2006: Die Liga der Gerechten als Giganta (Jennifer Hale)
- 2005: CSI: NY als Trina Butler (Cathy Shim)
- 2005–2019: Winx Club als Chatta
- 2009: Taras Welten als Empfangsdame (Amy Lawhorn)
- seit 2010: Monster High als Howleen (America Young)
- 2010–2013: Transformers: Prime als Sierra
- 2011–2019: My Little Pony – Freundschaft ist Magie als Apple Bloom
- 2011: Pop Pixie als Chatta
- 2012–2013 Apartment 23 Staffeln: 1, 2 als Pepper (Jennie Pierson)
- 2012–2016: Longmire als Jess (Carrie Lazar)
- 2013: Dates als Jenny (Sheridan Smith)
- seit 2013: Ever After High als Kitty Cheshire (Bekka Prewitt)
- 2014–2022: Black-ish Staffeln: 1, 2, 4 als Ms Davis (Jennie Pierson)
- 2015: Ninjago Staffel: 5 als Bansha (Kathleen Barr)
- 2016: Ninjago Staffel: 6 als Dogshank (Nicole Oliver)
- 2016–2019: Poldark als Verity (Ruby Bental)
- 2022–2024: Sonic Prime als Dr. Babbles